# خوسيه دومينغو دومينغو
خوسيه دومينغو دومينغو (بالإسبانية: José Domingo Domingo)‏ هو محامي ومحامي وسياسي إسباني، ولد في 3 مارس 1959 في برشلونة في إسبانيا. حزبياً، نشط في المواطنون (حزب سياسي إسباني). وقد انتخب مدير Societat Civil Catalana ‏ (2015 – ) وانتخب رئيس مجلس الإدارة Impulso Ciudadano ‏ (2009 – ) وانتخب عضو البرلمان الكاتالوني ‏ (10 نوفمبر 2006 – 5 أكتوبر 2010).